# AMD Athlon MP
Der Athlon MP ist die Multiprozessorvariante (SMP) des AMD Athlon XP (K7).
Er sollte in günstigen Workstation- und Serversystemen Verwendung finden. Doch dieser Erfolg blieb ihm verwehrt, da die Unterstützung der großen Serverhersteller wie IBM, HP oder Sun fehlte. Auch fehlte die im professionellen Bereich extrem gefragte Betriebssicherheit in Form von geeigneten Chipsätzen, was viele Kunden weiterhin zu Intel-Xeon-Systemen greifen ließ.
Der Athlon MP ist baugleich mit den Athlon-XP-Prozessoren, doch ist bei ihm die Multiprozessorfähigkeit garantiert. Er basiert auf den Prozessorkernen (Cores) Palomino, Thoroughbred A/B und Barton. Das Angebotsspektrum reicht von 1000 MHz bis zu einem P-Rating von 2800+.
Der Nachfolger des Athlon MP ist der Opteron, der mit seiner 64-Bit-Erweiterung AMD64 und großer Unterstützung seitens IBM, HP, Sun und Cray mehr Erfolg für AMD brachte.

## Modelldaten

### Palomino
- L1-Cache: 64 + 64 KiB (Daten + Instruktionen)
- L2-Cache: 256 KiB mit Prozessortakt
- MMX, Extended 3DNow!, SSE, SMP
- Sockel A, EV6 mit 133 MHz (FSB 266)
- Betriebsspannung (VCore): 1,75 V
- Erscheinungsdatum: 5. Juni 2001
- Fertigungstechnik: 0,18 µm
- Die-Größe: 129,26 mm² bei 37,5 Millionen Transistoren
- Taktraten: 1000–1733 MHz
  - 1000 MHz [5. Juni 2001]
  - 1200 MHz [5. Juni 2001]
  - 1500+: 1333 MHz [15. Oktober 2001]
  - 1600+: 1400 MHz [15. Oktober 2001]
  - 1700+: 1466 MHz
  - 1800+: 1533 MHz [15. Oktober 2001]
  - 1900+: 1600 MHz
  - 2000+: 1667 MHz
  - 2100+: 1733 MHz

### Thoroughbred A/B
(später evtl. ersetzt durch Thorton)
- L1-Cache: 64 + 64 KiB (Daten + Instruktionen)
- L2-Cache: 256 KiB mit Prozessortakt
- MMX, Extended 3DNow!, SSE, SMP
- Sockel A, EV6 mit 133 MHz (FSB 266)
- Betriebsspannung (VCore): 1,60–1,65 V
- Erscheinungsdatum:
- Fertigungstechnik: 0,13 µm
- Die-Größe: 80,89 mm², 84,66 mm² bzw. 86,97 mm² bei 37,2 Millionen Transistoren
- Taktraten: 1666–2133 MHz
  - 2000+: 1667 MHz
  - 2200+: 1800 MHz
  - 2400+: 2000 MHz
  - 2600+: 2133 MHz

### Barton
- L1-Cache: 64 + 64 KiB (Daten + Instruktionen)
- L2-Cache: 512 KiB mit Prozessortakt
- MMX, Extended 3DNow!, SSE, SMP
- Sockel A, EV6 mit 133 MHz (FSB 266)
- Betriebsspannung (VCore): 1,60 V
- Erscheinungsdatum:
- Fertigungstechnik: 0,13 µm
- Die-Größe: 100,99 mm² bei 54,3 Millionen Transistoren
- Taktraten: 2000–2133 MHz
  - 2600+: 2000 MHz
  - 2800+: 2133 MHz